# Carla Lonzi
Carla Lonzi (Florença, 6 de março de 1931 – Milão, 2 de agosto de 1982) foi uma ativista, ensaísta, crítica de arte e editora italiana, teórica da autoconsciência e do feminismo radical. Ela foi uma das fundadoras do coletivo Rivolta Femminile no início dos anos 1970.

## Formação Intelectual e Primeiros Anos
Carla Lonzi nasceu em uma família de classe média, inserida no contexto de uma Itália em transição pós-fascista. Estudou na Universidade de Florença, onde formou-se em Letras, com uma tese sobre o dramaturgo Sófocles, orientada por Eugenio Garin, destacado historiador da filosofia renascentista.
Sua formação acadêmica, profundamente enraizada no humanismo clássico, dialogou com a efervescência intelectual do pós-guerra, marcada pelo existencialismo, pelas epistemologias críticas e pelo desenvolvimento da crítica de arte moderna. Lonzi começou sua carreira como crítica de arte na Revista Paragone, sob a direção de Roberto Longhi, importante historiador da arte italiana.
Já nos anos 1950 e 1960, Lonzi mantinha interlocução com artistas como Lucio Fontana, Jannis Kounellis e Giulio Paolini, buscando compreender o papel da subjetividade e da espontaneidade na criação artística. Esta dimensão viria a ser essencial para sua ruptura posterior com os cânones da crítica institucional.

## Da Crítica de Arte à Crítica da Cultura
A publicação de Autoritratto (1969), é tida como o ponto de inflexão na trajetória intelectual de Lonzi. A obra, composta de fragmentos de entrevistas com artistas contemporâneos, recusa a autoridade da crítica e propõe a arte como ato de autodeclaração. Como observa Laura Iamurri, "Lonzi rejeita a mediação e coloca a arte como expressão da existência singular".
Desse deslocamento nasce sua crítica à cultura patriarcal, que veria a culminar na ruptura com o sistema da arte e sua adesão ao feminismo radical. Em Autoritratto, o gesto de recolher falas e torná-las corpo do texto sem a intermediação analítica antecipa a escrita fragmentária que caracterizará suas obras feministas posteriores.

## Rivolta Femminile e a Teoria da Autoconsciência
Em 1970, Carla Lonzi funda com Carla Accardi e Elvira Banotti o coletivo Rivolta Femminile, considerado o primeiro grupo feminista autônomo da Itália. Nesse contexto, Lonzi publica o Manifesto di Rivolta Femminile (1970) e, no mesmo ano, lança Sputiamo su Hegel, obra que se tornou um dos pilares do feminismo italiano da diferença.
A partir de então, Lonzi abandona a crítica de arte para se dedicar exclusivamente à reflexão feminista. Sua teoria da autoconsciência propunha o diálogo entre mulheres como forma de produção de saber situado e não hierárquico. Para ela, a experiência feminina devia ser colocada no centro da teoria e da prática política, recusando a mediação masculina.
Conforme afirma Paola Bono, "a escritura de Lonzi é um ato filosófico que se recusa a tomar forma de sistema", sendo por isso mesmo um instrumento de ruptura epistemológica e simbólica.

## Escrita, Intimidade e Dissidência
A escrita de Carla Lonzi recusa a linearidade e a objetividade, privilegiando a fragmentariedade e o registro da intimidade. Obras como Taci, anzi parla (1977) e Vai pure: dialogo con Pietro Consagra (1980) evidenciam esse estilo confessional, que transforma a autobiografia em lugar de elaboração política.
Em Vai pure, Lonzi narra o fim de sua relação com o escultor Pietro Consagra, propondo uma crítica radical à lógica da complementaridade entre os sexos. Segundo Adriana Cavarero, "Lonzi faz do amor um campo de dissensão e não de conciliação, denunciando a assimetria inscrita no vínculo afetivo tradicional".

## Legado e Atualidade
O pensamento de Lonzi permanece central no feminismo contemporâneo europeu, especialmente no âmbito da filosofia da diferença sexual.
Sua crítica à cultura da dominação, à objetificação da mulher e ao autoritarismo dos discursos institucionais ainda ressoam entre pensadoras como Luisa Muraro, Bia Sarasini, Chiara Zamboni e Ida Dominijanni. Seu legado também se faz sentir na crítica da arte contemporânea e na escrita feminista autobiográfica.